# Felix Rijhnen
Felix Rijhnen (Darmstadt, 9 juli 1990) is een Duits langebaanschaatser. Hij vertegenwoordigde Duitsland op de Olympische Winterspelen 2022 op de 5 kilometer. Hij eindigde dertiende met een tijd van 6.19,86. Tijdens de wereldbeker in Stavanger op 13 november 2022 won hij de massastart na een lange ontsnapping met Gabriel Odor die als tweede eindigde.
Rijnen was voor zijn overstap naar het langebaanschaatsen actief als inline-skater waar hij tweevoudig wereldkampioen is. Op het WK 2017 won hij de 10 kilometer puntenkoers en op het WK 2018 in Arnhem won hij de marathon.

## Persoonlijke records
| Afstand      | Tijd     | Datum            | Baan    |
| ------------ | -------- | ---------------- | ------- |
| 500 meter    | 37,81    | 15 maart 2012    | Calgary |
| 1000 meter   | 1.13,65  | 17 maart 2012    | Calgary |
| 1500 meter   | 1.48,49  | 18 maart 2012    | Calgary |
| 3000 meter   | 3.46,85  | 22 januari 2022  | Inzell  |
| 5000 meter   | 6.12,11  | 10 december 2021 | Calgary |
| 10.000 meter | 13.17,01 | 17 december 2022 | Calgary |

Persoonlijke records bijgewerkt tot en met 17 december 2022.

## Resultaten
| Jaar | WK Afstanden                | Olympische Spelen          | WK Junioren              |
| ---- | --------------------------- | -------------------------- | ------------------------ |
| 2010 |                             |                            | 20e (52e, 20e, 32e, 20e) |
|      |                             |                            |                          |
| 2022 |                             | 13e 5000m HF DQ massastart |                          |
| 2023 | 11e 5000m HF 10e massastart |                            |                          |

(#, #, #, #) = afstandspositie op juniorentoernooi (500m, 3000m, 1500m, 5000m).
HF DQ = diskwalificatie in de halve finale